# Chipstead (Kent)
Chipstead – wieś w Anglii, w hrabstwie Kent, w dystrykcie Sevenoaks. Leży 27 km na zachód od miasta Maidstone i 32 km na południowy wschód od centrum Londynu.